# Chalkydri
Las chalkydri (en griego antiguo: χαλκύδραι khalkýdrai, palabra compuesta por χαλκός khalkós "bronce, cobre" + ὕδρα hýdra "hidra", "serpiente de agua" — lit. "hidras de bronce", "serpientes de cobre") son criaturas míticas mencionadas en el Segundo Libro de Enoc apócrifo del siglo I, a menudo interpretados como una especie angelical. En la alegoría, chalkydri se congregan cerca del Sol junto con otros seres voladores denominados fénix. Su aspecto es subyugante, ya que son criaturas con los colores del arcoíris con cabeza de cocodrilo y patas y cola de león, cada una con doce alas. Al amanecer, todas las chalkydri comienzan a cantar al unísono, alertando a las aves de todo el mundo de alegrarse por la llegada de un nuevo día.